# Stèle de Marie Ravenel
La stèle de Marie Ravenel est un monument en mémoire de la poétesse normande Marie Ravenel qui se dresse sur le territoire de la commune française de Fermanville, dans le département de la Manche, en région Normandie. Elle est l'œuvre de la sculptrice Élisa Bloch et de l'architecte Mesnage.

## Localisation
La stèle, est située sur la place Marie-Ravenel, tout près de l'entrée du parking, sur le chemin des Argillères, à Fermanville, dans le département français de la Manche.

## Historique
La poétesse Marie Ravenel, née en 1811 à Réthoville, et accède à la célébrité en 1860, est venue à Fermanville à l'âge de 30 ans, où elle décède le 8 mars 1893.
Une souscription est lancée par une société poétique de Cherbourg pour dresser une stèle en sa mémoire. Celle-ci est inaugurée en 1905.

## Description

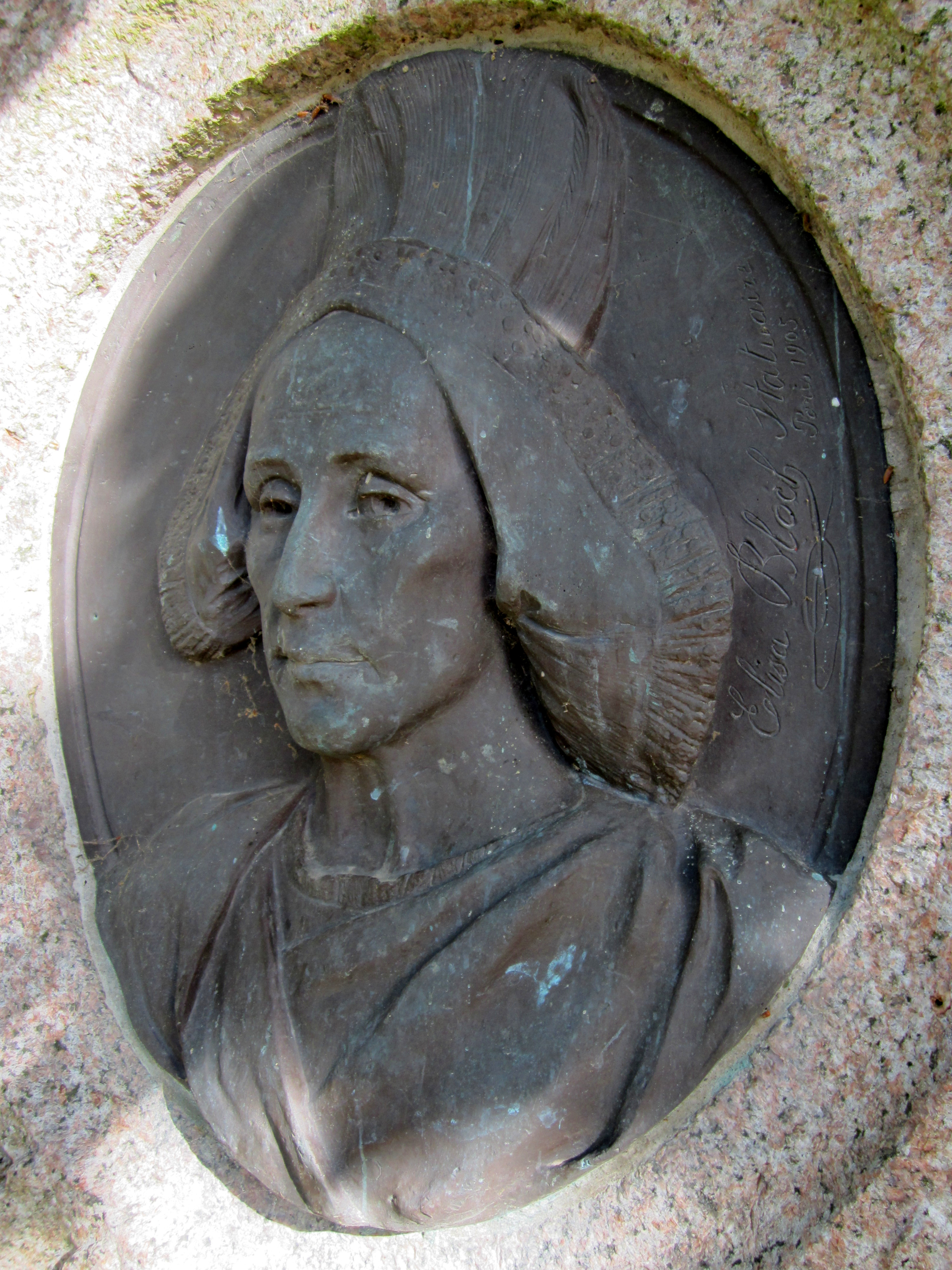
Le médaillon de bronze.

Le monument est une stèle de granit rose, en forme de menhir, sur laquelle est fixé un médaillon de bronze figurant le visage de la poétesse âgée de 40 ans, en coiffe du pays.

## Protection aux monuments historiques
La stèle est inscrite au titre des monuments historiques par arrêté du 18 août 2006.